# Гоулберн (річка)
Гоулберн (англ. Goulburn) є притокою річки Гантер, протікає штатами Вікторія і Новий Південний Уельс (Австралія). 
Гоулберн бере початок неподалік від містечка Маджа і протікає на схід, впадаючи до річки Гантер поблизу міста Денман. 
Долина річки розташована на території, переважну частину якої займають національні природні парки. 
Гоулберн має кілька приток, серед них: Відден-Крік, Крюї та Мерріва. 
Річку відкрив англійський дослідник Вільям Лоусон 1823 року. Вона отримала свою назву за ім'ям Генрі Гоулберна, британського політика 1820-их років.
Близько 90 км течії річки пролягає по заповідній території Національного парку річки Гоулберн, на якій існують гарні можливості для відпочинку: риболовлі, катання на човнах, плавання, мандрівок і таборування.